# CJ Allen
Pour les articles homonymes, voir Allen.
CJ Allen (né le 14 février 1995 à Bremerton) est un athlète américain spécialiste du 400 mètres haies.

## Biographie
Il remporte la médaille de bronze du 400 m haies lors des Championnats NACAC 2022, devancé par Kyron McMaster et Khallifah Rosser.
Le 27 mai 2023 à Los Angeles, il porte son record à 47 s 91.

## Palmarès
| Date | Compétition        | Lieu     | Résultat | Discipline  | Temps   |
| ---- | ------------------ | -------- | -------- | ----------- | ------- |
| 2022 | Championnats NACAC | Freeport | 3e       | 400 m haies | 48 s 23 |

## Records
| Épreuve     | Temps   | Lieu | Date         |
| ----------- | ------- | ---- | ------------ |
| 400 m haies | 47 s 58 | Oslo | 15 juin 2023 |